# مورتن جنسن (لاعب كرة قدم)
مورتن جنسن هو لاعب كرة قدم ومدرب كرة قدم نرويجي، ولد في 9 مارس 1980 في Tananger ‏ في النرويج.